# Bakitolas
Bakitolas is een bestuurslaag in het regentschap Timor Tengah Utara van de provincie Oost-Nusa Tenggara, Indonesië. Bakitolas telt 1440 inwoners (volkstelling 2010).